# Hesse rhénane
1816–1937
La Hesse rhénane (en allemand : Rheinhessen) est une région historique en Allemagne qui s'étend sur la rive gauche du Rhin Supérieur autour des villes de Mayence et Worms. Appartenant à la Franconie rhénane au haut Moyen Âge, c'était l'une de trois provinces du grand-duché de Hesse à partir de 1816, puis de l'État populaire de Hesse qui lui succéda après la Première Guerre mondiale. Elle appartient maintenant à l'État fédéré de Rhénanie-Palatinat.

## Géographie

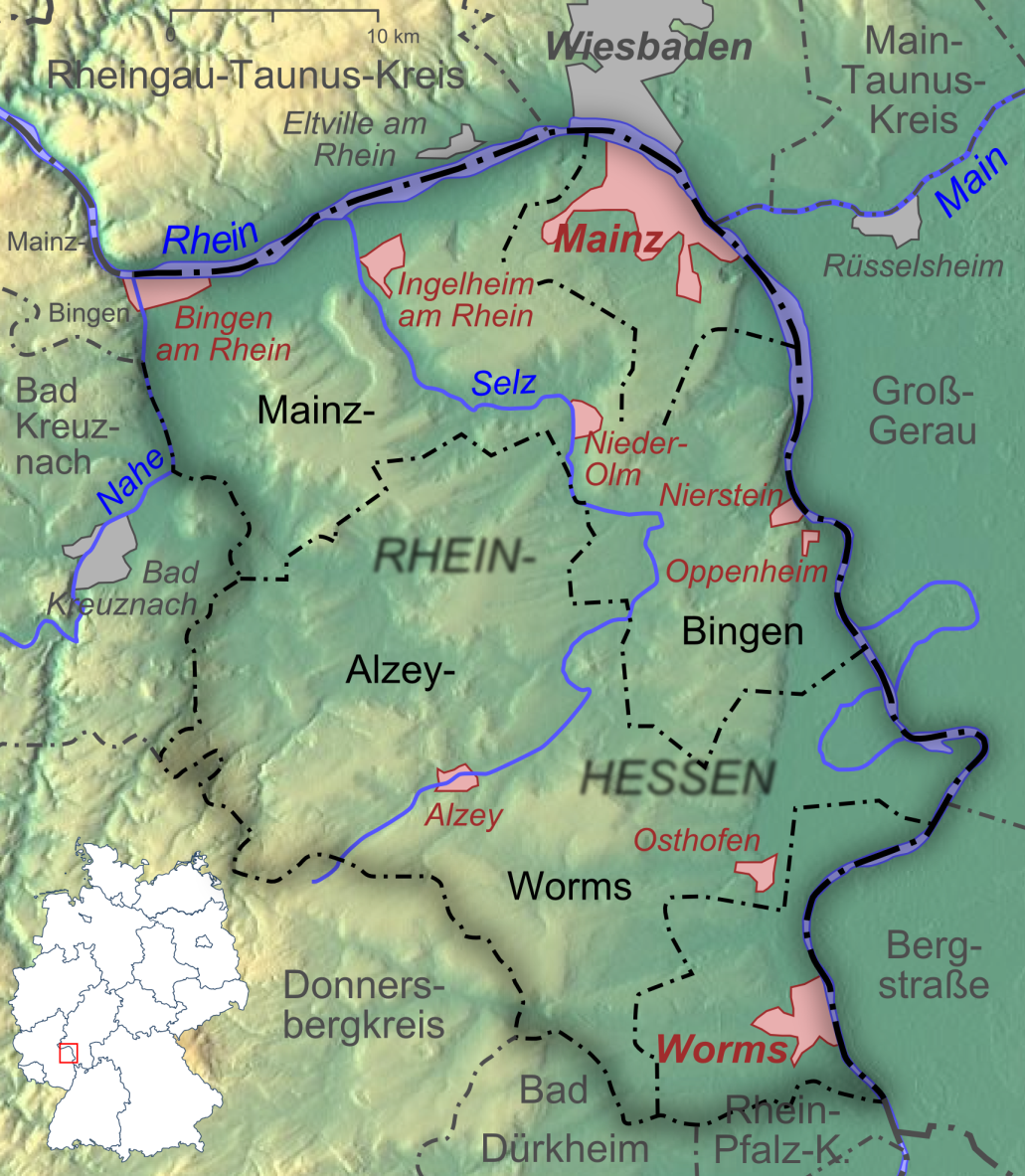
Rheinhessen aujourd'hui

Au nord et à l’est, la Hesse rhénane est bornée par le cours du Rhin entre les villes de Worms et Bingen am Rhein. À l’ouest, l'affluent Nahe forme la limite du territoire avec la Rhénanie. Au sud, l'embouchure de l'Isenach marque la frontière avec le Palatinat rhénan. Outre le Rhin les trois rivières plus importantes sont le Selz, la Wiesbach et l'Appelbach. Les plus petits sont, par exemple, des ruisseaux la Pfrimm ou la Seebach. Les collines de la Hesse rhénane s'étendent sur toute la région jusqu'au graben du Rhin.
Cette province qui exista de 1816 jusqu'à 1937 embrassait les régions situées sur la rive gauche du Rhin, ainsi que certains endroits, qui appartenaient traditionnellement à la capitale de province de Mayence, au-dessous des villes de Cassel et de Kostheim. Les autres villes importantes sont Worms, Alzey, Bingen et Ingelheim. 

## Histoire
Au Moyen Âge, à partir du partage de Verdun en 843, les Gaue rhénanes de Mayence et Worms faisaient partie de la Francie orientale. L'importance particulière de la région se manifeste dans les cathédrales impériales dans les deux villes. Le Heiliger Sand à Worms est considéré comme le plus ancien cimetière juif d'Europe. Après la dissolution du duché de Franconie, la plus grande partie de la région revint au Palatinat du Rhin et à l'électorat de Mayence.
Après la guerre de la Première Coalition, le 5 septembre 1797, la République cisrhénane, une « république sœur » de la République française sur la rive gauche du Rhin, est proclamée à Rheinbach. Mais, le 4 novembre 1797, le Directoire décide qu'elle sera divisée en départements et en cantons et y envoie François Joseph Rudler à cet effet. La division est faite en février 1798. La République cisrhénane est divisée en quatre départements ; l'un d'eux est le Mont-Tonnerre (Donnersberg) couvrant la Hesse rhénane et le Palatinat au sud. Le 14 mai 1800, ces départements sont divisés en arrondissements et soumis au régime français. Le 9 septembre 1800, ces départements sont assimilés aux autres départements français. Après la signature du traité de Lunéville, le Mont-Tonnerre et le reste de la République cisrhénane sont déclarés partie intégrante du territoire français le 9 mars 1801. Les 30 juin et 5 juillet 1802, il est décidé que la Constitution française y sera mise en activité le premier jour de l'an IX. Le 5 juillet 1802, ses limites et celles de ses subdivisions sont arrêtées.
La province de Hesse rhénane est formée par l'acte final du congrès de Vienne : le 9 juin 1815, a décerné le département du Mont-Tonnerre à l'Autriche mais réserve au grand-duché de Hesse un territoire d'une population de cent-quarante mille habitants.

Les États d'Hesse vers l'an 1900: La province de Hesse-Nassau en bleu, le grand-duché de Hesse en rouge.

Le 14 juin 1816, par le traité de Munich, l'Autriche cède la majeure partie du département du Mont-Tonnerre à la Bavière. Le 30 juin 1816, par le traité signé à Francfort entre l'Autriche, la Prusse et le Grand-duché de Hesse, celui-ci acquiert :
- Le cercle d'Alzey, à l'exception du canton de Kirchheim-Bolanden ;
- Les cantons de Pfeddersheim et de Worms, du cercle de Spire ;
- La ville et le territoire de Mayence, avec Cassel et Kostheim[5].

Le 8 juillet 1816, le grand-duc Louis Ier en prend possession. Le 31 juillet 1848, la province devient un district : le district de Mayence (de) (Regierungsbezirk Mainz). De 1850 au 12 mai 1852, elle est partage en deux districts : celui de Mayence et celui de Worms (de) (Regierungsbezirk Worms). Le 12 mai 1852, la province est rétablie.
À l'issue de la Seconde Guerre mondiale, la province fait partie de la zone d'occupation française en Allemagne, à l'exception de Mainz-Amöneburg, Mainz-Kastel, Mainz-Kostheim, Mainz-Bischofsheim, Mainz-Ginsheim et Mainz-Gustavsburg qui, situés sur la rive droite du Rhin, font partie de la zone d'occupation américaine et, le 19 septembre 1945, de la Grande-Hesse. L'ordonnance n° 57 en date du 30 août 1946 signée du général Koenig l'intègre, avec le Palatinat rhénan et la partie méridionale de la Rhénanie prussienne, au nouveau Land de Rhénanie-Palatinat.
Le 1er octobre 1968, le district de Hesse-Rhénane est uni à celui du Palatinat pour former le district de Hesse rhénane-Palatinat (Regierungsbezirk Rheinhessen-Pfalz). Le 1er janvier 2000, le district de Hesse rhénane-Palatinat est supprimé. Depuis, le nom de Hesse rhénane désigne aujourd'hui la région située autour de Mayence.

## Administration
La Hesse rhénane recouvre :
- En Rhénanie-Palatinat :
  - La ville de Mayence ;
  - Les actuels cercles ou arrondissements d'Alzey-Worms (Landkreis Alzey-Worms) et de Mainz-Bingen (Landkreis Mainz-Bingen), à l'exception de l'association communale Rhin-Nahe (Verbandsgemeinde Rhein-Nahe), située sur la rive gauche de la Nahe ;

## Personnalités
- Fastrade de Franconie (* circa 765 ; † 10 août 794 Frankfurt (Main)) ⚭ 783 à Worms Charlemagne.
- Hildegarde de Bingen (* circa 1098 Bermersheim vor der Höhe ; † 17 septembre 1179 à l'abbaye de Rupertsberg, près de Bingen, Reliques à sainte Hildegarde (Eibingen), bénédictine (à partir de 1136 abbesse), maîtresse d'église
- Friedrich von Hausen (* 1150–1160 ; † 6 mai 1190 troisième croisade avec Frédéric Barberousse), Minnesänger[6]
- Frédéric II de Linange (de), zu Leiningen-Hardenburg († 1237)[7],[8],[9], Minnesänger, Leininger avaient des propriétés à  Ibersheim
- Henri II de Sarrebruck (de), Leininger, archevêque de Worms 1217–1234
- Heinrich von Meißen, dit Heinrich Frauenlob (* 1250–1260 Meißen; † 29 novembre 1318 Mayence), Minnesänger
- Konrad von Kreuznach (de) (* Kreuznach ; † 31 mai ou 13 oct. 1368 Mainz), violoniste
- Benigna von Algesheim, 1373–1417 Abbesse de l'abbaye Sainte-Hildegarde d'Eibingen
- Johannes Gutenberg (* vers 1400 ; †3 février 1468 Mayence), inventeur de la typographie et de la typographie mécanique.
- Conrad Meit (* 1470/1485 Worms ; † 1550/1551 Anvers), sculpteur de la Renaissance
- Sebastian Münster (* 20 janvier 1488 Ingelheim; † 26 mai 1552 Basel), Cosmographe, humaniste et hébreu, a orné la face avant du billet de 100 DM de 1962 à 1991.
- Johann Nikolaus Götz (* 9 juillet 1721 Worms ; † 4 novembre 1781 Winterburg près de Bad Kreuznach), représentant de la poésie anacréontique
- Jacob Best (de), Sr. (* 1er mai 1786 Mettenheim ; † 26 février 1861 Milwaukee) brasseur de Mettenheim fondait une brasserie à Milwaukee, qui sera plus tard l'une des plus grandes des États-Unis.
- Friedrich Ludwig Koch (* 7 décembre 1786 à Messel ; † 13 août 1865 à Oppenheim) Vers 1850, il produisait les 3/4 de la demande mondiale de quinine contre la malaria.
- Franz Bopp (* 14 septembre 1791 Mainz ; † 23 octobre 1867 Berlin), érudit sanskrit, fondateur des langues indo-européennes comparatives historiques.
- Eberhard Anheuser (de) (* 27 septembre 1806 à Bad Kreuznach; † 2 mai 1880) entrepreneur et brasseur aux États-Unis
- Joseph Schlitz (de) (* 15 mai 1831 Mainz ; † 7 mai 1875 accident de navigation au large des côtes anglaises), propriétaire de Joseph Schlitz Brewing Company, Milwaukee
- Simon Friedrich Schill (de) (* 30 mars 1834 ; † 25 août 1921 Osthofen), agriculteur, vigneron, entrepreneur, 1883-1892 maire d'Osthofen
- Wendelin Weißheimer (* 26 février 1838 Osthofen ; † 10 juin 1910 Nuremberg) compositeur, élève de Franz Liszt et ami et promoteur de Richard Wagner
- Adolphus Busch (de) (* 10 juillet 1839 Mainz-Kastel ; † 10 octobre 1913 Lindscheid), entrepreneur germano-américain, cofondateur des Anheuser-Busch Companies.
- Paul Wallot (* 26 juin 1841 Oppenheim ; † 10 août 1912 Bad Schwalbach), architecte, professeur d’université, entre autres constructeur du Reichtagsgebäude à Berlin (1884-1894)
- Stefan George (* 12 juillet 1868 Büdesheim, Bingen ; † 4 décembre 1933 Minusio près de Locarno), poète allemand du symbolisme et plus tard du néoromantisme
- Wilhelm Holzamer (de) (* 28 mars 1870 Nieder-Olm ; † 28 août 1907 Berlin), enseignant, écrivain
- Matthias Pier (* 22 juillet 1882 Nackenheim ; † 12 septembre 1965 Heidelberg)
- Ludwig Schwamb (* 30 juillet 1890 Undenheim ; † 23 janvier 1945 assassiné à Berlin-Plötzensee, juriste, homme politique social-démocrate, collaborateur de Wilhelm Leuschner
- Wilhelm Weiler (* 23 septembre 1890 Worms ; † 20 juillet 1972 Worms), directeur du Musée d'histoire naturelle de Mayence, Honorarprofessor
- Carl Zuckmayer (* 27 décembre 1896 à Nackenheim, en Hesse rhénane ; † 18 janvier 1977 Visp, Schweiz), dramaturge de la République de Weimar
- Elisabeth Langgässer (* 23 février 1899 Alzey ; † 25 juillet 1950 Rheinzabern/Karlsruhe), écrivaine
- Anna Seghers (* 19 novembre 1900 Mainz ; † 1er juin 1983 Berlin), écrivaine
- Karl Holzamer (de) (* 13 octobre 1906 Frankfurt am Main ; † 22 avril 2007 Mainz), directeur général de la ZDF (1963-1977)
- Georg K. Glaser (* 30 mai 1910 comme Georg Glaser à Guntersblum ; † 18 janvier 1995 Paris), écrivain
- Alfred Blaufuß (de) (* 15 juillet 1912 Seeba ; † 5 octobre 1995 Frei-Laubersheim), botaniste, Ordre du Mérite de Rhénanie-Palatinat (de) 1982
- Margit Sponheimer (de) (* 7 février 1943 Frankfurt am Main), chanteuse d'air à la mode et de carnaval de Mayence
- Mary Roos (* 9 janvier 1949 Bingen), chanteuse d'air à la mode